# Earl Nelson (Adelstitel)

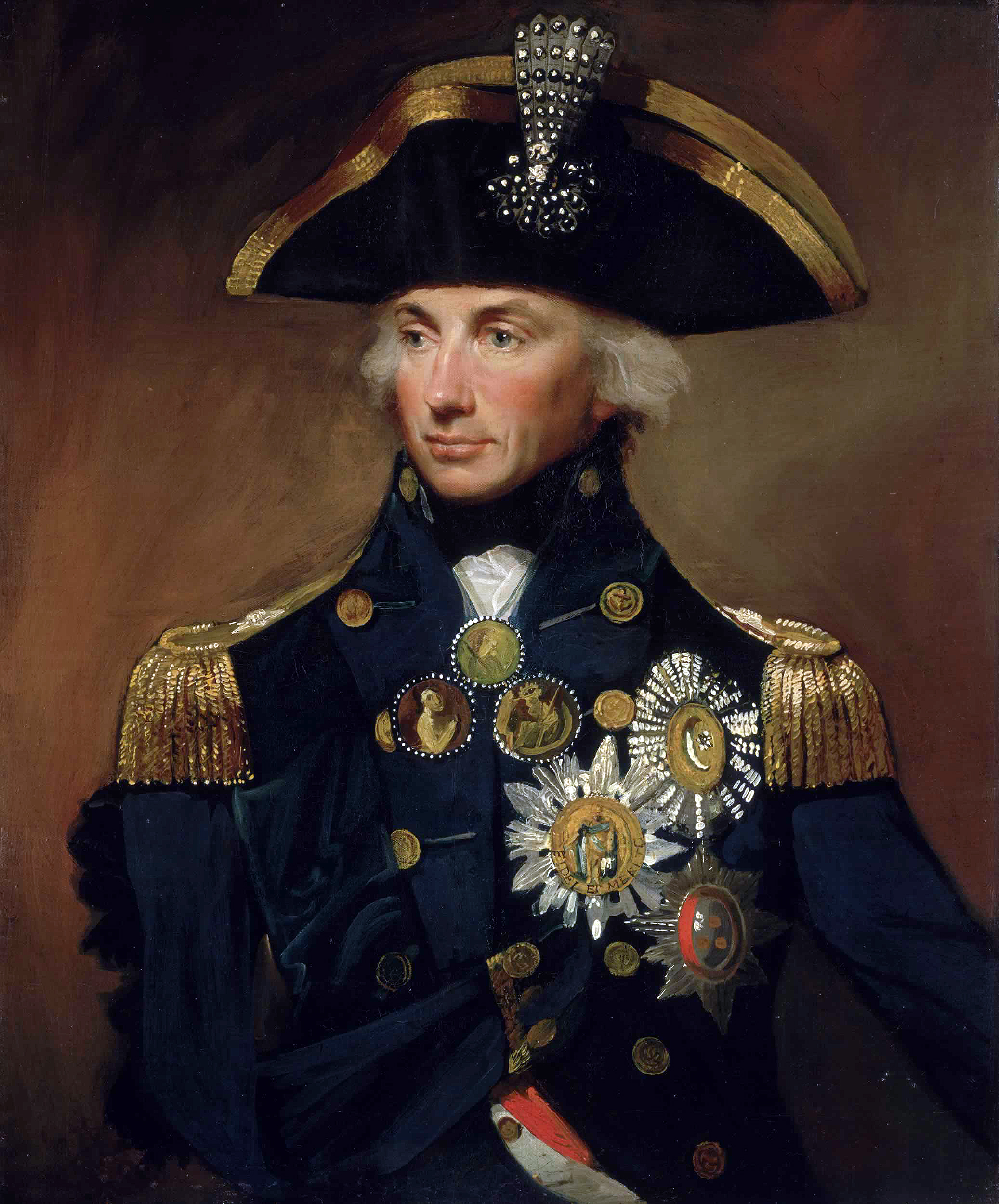
Horatio Nelson, 1. Viscount Nelson

Earl Nelson, of Trafalgar and of Merton, in the County of Surrey, ist ein erblicher britischer Adelstitel in der Peerage of the United Kingdom.
Familiensitz der Earls war bis 1948 Trafalgar House in Wiltshire.

## Verleihung
Der Titel am 20. November 1805 an William Nelson, 2. Baron Nelson verliehen. Die Verleihung geschah in Anerkennung des Sieges seines Bruders, des Vizeadmirals Horatio Nelson, 1. Viscount Nelson in der Schlacht von Trafalgar am 21. Oktober 1805, in der dieser gefallen war. Der Titel war mit einer jährlichen Staatsrente für den jeweiligen Titelträger verbunden. Die Zahlung der Staatsrente wurde beim Tod des 5. Earls 1951 entschädigungslos eingestellt.
Die Earlswürde wurde mit einer besonderen Erbregelung versehen, so dass auch die direkten männlichen Erben seiner Schwestern erbberechtigt sind. Da der einzige Sohn des ersten Earls, Horatio Nelson, Viscount Trafalgar, bereits 1808 verstorben war, gingen Titel und Stammsitz auf seinen Neffen, Thomas Bolton, den Sohn seiner Schwester Susannah, über. Dieser änderte seinen Namen in Nelson und nahm das Wappen von Admiral Nelson an.

## Nachgeordnete Titel
Nachgeordnete Titel der Earls Nelson sind die Titel Viscount Merton, of Trafalgar and of Merton, der zusammen mit dem Earldom verliehen wurde, sowie Baron Nelson, of the Nile and of Hilborough in the County of Norfolk. Der letztgenannte Titel war Admiral Nelson bereits am 18. August 1801 verliehen worden. Beide Titel gehören ebenfalls zur Peerage of the United Kingdom.
Die oben genannte besondere Erbregelung gilt auch für die Viscountswürde. Die Verleihung der Baronie, die noch zu Lebzeiten von Horatio Nelson erfolgte, geschah noch mit einer besonderen Nachfolgeregelung, wonach mangels eigener männlicher Abkömmlinge zunächst sein Vater Edmund, dann sein Bruder William und dessen männliche Nachkommen, dann seine Schwester Susannah und ihre männlichen Nachkommen und dann seine Schwester Catherine und ihre männlichen Nachkommen (diese Linie ist 1975 erloschen) erbberechtigt waren. Da Admiral Nelson keinen legitimen Sohn hatte, ging dieser Titel bereits bei dessen Tod auf den Bruder über.
Der Heir Apparent führte früher den Höflichkeitstitel Viscount Trafalgar, aktuell jedoch Viscount Merton.

## Weitere Titel von Admiral Nelson
Admiral Nelson war bereits am 6. November 1798 in der Peerage of Great Britain zum Baron Nelson, of the Nile and of Burnham Thorpe in the County of Norfolk, und außerdem am 22. Mai 1801 in der Peerage of the United Kingdom zum Viscount Nelson, of the Nile and of Burnham Thorpe, erhoben worden. Diese Titel konnten jedoch nur an legitime männliche Nachkommen vererbt werden und erloschen daher mit seinem Tod. 
Schließlich waren Horatio Nelson 1799/1801 der sizilianische Titel Herzog von Bronte (Duca di Bronte) verliehen und mit einer speziellen Erbregelung versehen worden. Daher folgte der erste Earl Nelson als Herzog von Bronte, danach seine einzige Tochter Charlotte und ihre männlichen Nachkommen. Heute ist der Viscount Bridport zugleich Herzog von Bronte.

## Liste der Earls Nelson

### Barone Nelson, erste Verleihung (1798)
- Horatio Nelson, 1. Baron Nelson (1758–1805) (1801 zum Viscount Nelson erhoben)

### Viscounts Nelson (1801)
- Horatio Nelson, 1. Viscount Nelson, 1. Baron Nelson (1758–1805)

### Barone Nelson, zweite Verleihung (1801)
- Horatio Nelson, 1. Viscount Nelson, 1. Baron Nelson (1758–1805)
- William Nelson, 2. Baron Nelson (1757–1835) (1805 zum Earl Nelson erhoben)

### Earls Nelson (1805)
- William Nelson, 1. Earl Nelson (1757–1835)
- Thomas Nelson, 2. Earl Nelson (1786–1835)
- Horatio Nelson, 3. Earl Nelson (1823–1913)
- Thomas Nelson, 4. Earl Nelson (1857–1947)
- Edward Nelson, 5. Earl Nelson (1860–1951)
- Albert Nelson, 6. Earl Nelson (1890–1957)
- Henry Nelson, 7. Earl Nelson (1894–1972)
- George Nelson, 8. Earl Nelson (1905–1981)
- Peter Nelson, 9. Earl Nelson (1941–2009)
- Simon Nelson, 10. Earl Nelson (* 1971)

Titelerbe (Heir Apparent) ist der einzige Sohn des derzeitigen Earls, Thomas Nelson, Viscount Merton (* 2010).